# توم إنجلش
توم إنجلش (بالإنجليزية: Tom English)‏ هو لاعب اتحاد الرغبي أسترالي، ولد في 8 مارس 1991.

## وصلات خارجية
- توم إنجلش على موقع سلسلة سباعيات الرغبي العالمية - رجال (الإنجليزية)
- توم إنجلش على موقع ItsRugby.co.uk (الإنجليزية)